# Lipoproteina o niskiej gęstości
Lipoproteina o niskiej gęstości, lipoproteina o małej gęstości, LDL (od ang. low-density lipoprotein) – heterogenna populacja lipoprotein, główny transporter cholesterolu z wątroby do innych narządów (przede wszystkim nerek, mięśni i kory nadnerczy). Większość cholesterolu w osoczu krwi występuje w formie LDL, której prawidłowe stężenie w surowicy wynosi poniżej 135 mg/dl (3,5 mmol/l).

## Metabolizm i funkcja
Lipoproteina o niskiej gęstości pełni swoją funkcję przez odkładanie wolnego cholesterolu na powierzchni błon komórkowych lub przez wiązanie się z receptorem błonowym, który rozpoznaje zawartą w nich apolipoproteinę B100 (apoB100). Pobierane są przez komórki docelowe na drodze endocytozy kierowanej receptorami LDL, ujemnie naładowanymi glikozydowymi białkami przezbłonowymi, które swoiście wiążą się z białkiem apoB100 z powłoki LDL. Receptory LDL skupione są w tak zwanych dołkach opłaszczonych na błonach komórkowych.
LDL powstaje w osoczu krwi jako wynik ciągu przemian: VLDL → IDL → LDL.
Lipoproteina o niskiej gęstości odkłada cząsteczki cholesterolu we włóknach mięśni gładkich ścian tętnic. Z tego względu nazywana jest „złym cholesterolem”, w przeciwieństwie do „dobrego cholesterolu”, czyli lipoproteiny o wysokiej gęstości (HDL).
Stwierdzono, że intensywne obniżenie poziomu LDL korzystnie wpływa na obniżenie ryzyka chorób układu krążenia.
Istnieją różnice poglądów na to, czy zmniejszanie poziomu LDL przez statyny wpływa korzystnie na choroby układu krążenia. Niektórzy badacze utrzymują, że LDL nie jest główną przyczyną miażdżycy i chorób serca, więc leczenie statynami nie ma sensu. Europejskie Towarzystwo Miażdżycy przedstawia natomiast dowody na korzystne działanie statyn.

## Skład
Składnikami lipoprotein o niskiej gęstości są:
- 38% cholesterol zestryfikowany
- 22% fosfolipidy
- 22% apolipoproteina B100
- 10% trójglicerydy
- 8% cholesterol wolny